# 愛丁堡新城

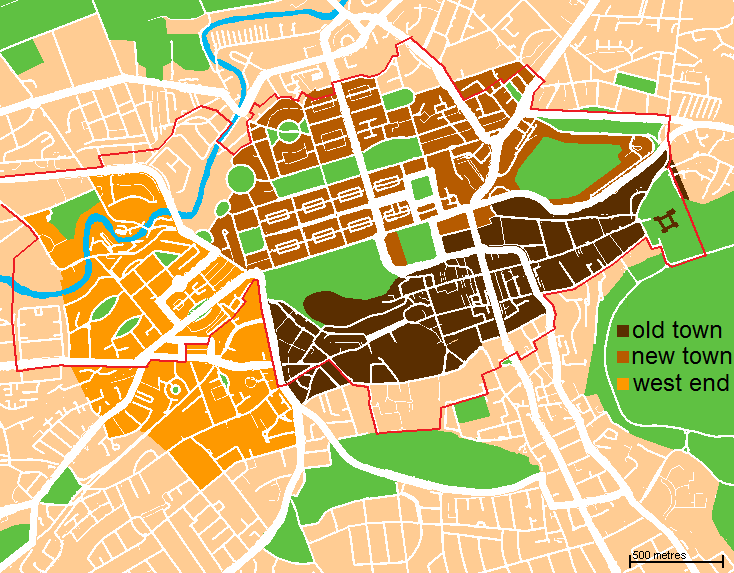
愛丁堡簡圖，深色為舊城，浅棕色及橙色區為新城

新城（New Town）是蘇格蘭首府愛丁堡的市中心，往往被認為是城市規劃的傑作，同時也是聯合國教育科學暨文化組織的世界遗产之一。儘管這城市早在1765年到約1850年期間便分數個階段興建，但仍舊稱為新城，城內還保留著許多原始的新古典主義時期的建築。
城內最著名的街道為王子街（Princes Street），它面對愛丁堡城堡和舊城，跨越舊時期稱為北湖的地理漥地。在1995年時，舊城（Old Town）和新城一同被聯合國教育科學暨文化組織列為世界遗产。

## 籌劃場地
當舊城內過度擁擠，人口飽和，高級市政官員決定興建一個新的城區。在愛丁堡，啟蒙時代已經來臨，舊式的建築並不適合住在這裡的現代思想家。市長喬治·杜蒙德成功地延伸皇家自治市的範圍，涵蓋了北湖的北方區域，此湖位於城市的北方，湖體佔據整個山谷，且水質已嚴重受污染。排放湖水的計劃付諸行動，雖然直至1817年此過程並未徹底完成。用來跨越新土地的北橋街（North Bridge）在1772年興建完成，在新城興建期間，以小山丘作為一個開鑿主體的據點。如同今日所見的小山丘，在1830年代時已興建成目前的面積。
隨著新城階段式的發展，富有的人從狹窄空間中的擁擠住所，搬入面向北方的喬治王朝樣式的住宅。然而，窮人依舊留在舊城。

## 第一新城
為了找出適合新郊區的現代格局，1766年的一月舉行了一項設計比賽。獲勝的是位22歲名為詹姆斯·克雷格的人，他提議一個簡單的格局，主要大街沿著山脈連結兩個花園廣場。另二條主要道路設有兩座馬廄均位於北方及南方的下坡，並提供給大宅邸馬行走的道路，完成三大南北向格子狀街道。

### 街名
主要街道命名為喬治街，以代表當時的國王喬治三世。以他妻子名義命名的女王街（Queen Street）位於其北方，同時以其城市守護神命名的聖吉爾斯街（St. Giles Street）位於其南方。聖安德魯廣場（St. Andrew's Square）和聖喬治廣場（St. George's Square）的名字是分別用來代表蘇格蘭和英格蘭。一樣的想法也用在較小的街道上，分別是位於喬治街和女王街之間的薊街（Thistle Street，薊為蘇格蘭的象徵），以及喬治街（George Street）和王子街之間的玫瑰街（Rose Street，玫瑰為英格蘭的象徵）。
然而喬治國王否決聖吉爾斯街的街名，並且依照他的兒子改名為王子街。聖喬治廣場以仿照女王名字更改為夏洛特廣場（Charlotte Square），以避免在喬治廣場南邊的騷動。薊街最西部的區域改名為希爾街（Hill Street）和昂格街（Young Street），讓“蘇格蘭”街道的長度為“英格蘭”的一半。城堡可眺望的街道名為城堡街（Castle Street）、弗雷德里克街（Frederick Street）和漢諾威街（Hanover Street），此三條街道形成格子狀，後兩者分別是以喬治國王的父親以及皇家的名字命名。

### 發展
克雷格的提案在開始發展時面臨到問題。最初公布的新場地並不為人知，導致第一位建築商僅以二十英鎊得標。然而不受肯定的情勢很快被克服了，在聖安德魯廣場以東開始建造。
克雷格提議在喬治街盡頭的廣場個別建造二座大教堂。但是勞倫斯·丹德斯爵士已經是這塊土地的所有者，他決定在這修建他的家，並從威廉·錢伯斯爵士那委任了一幅設計圖，在1774年時建造完成的帕拉第奧式建築宅邸，是為現在的蘇格蘭皇家銀行的總部。聖安德魯教堂（St Andrew's Church）建造的場地在喬治街。為了彌補這條街的盡頭過於空曠，威廉·伯恩在1823年為亨利·鄧達斯子爵設計了紀念碑。
在1800年夏洛特廣場完工後，第一新城也同時完成建造。此階段是由羅伯特·亞當所設計，為新城上唯一建築風格一致的區域。亞當同時也為聖喬治教堂繪製設計圖，雖然他的設計之後由那羅伯特·瑞德（Robert Reid）所取代。此建築現今為西部戶籍註冊館（West Register House），房子的另一部分是蘇格蘭國家檔案館。夏洛特廣場的北邊主要為布特大廈（Bute House），是蘇格蘭國務卿的正式官邸。布特大廈自從蘇格蘭經權力下放開始以來是蘇格蘭首相大臣（First Minister of Scotland）的官邸。

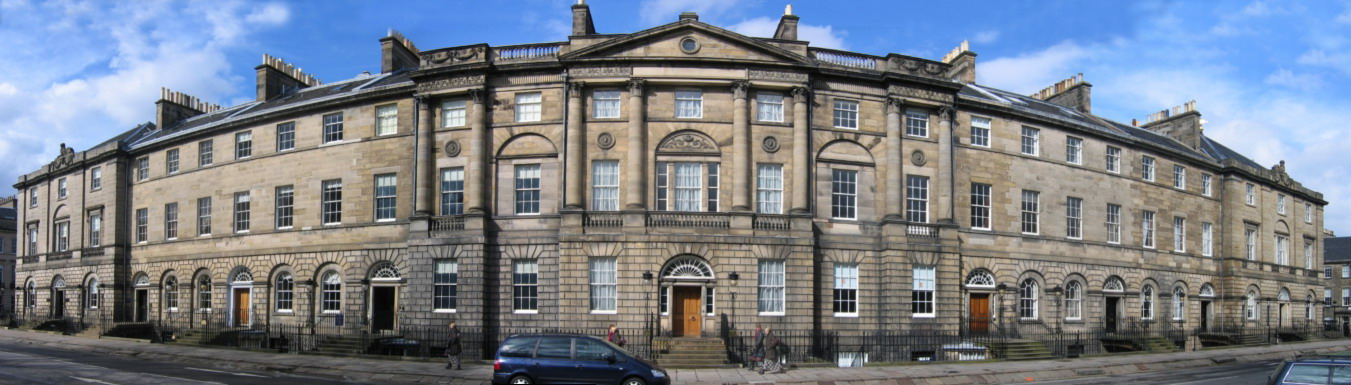
夏洛特廣場

### 再開發
新城被設想為一個全然是住宅區的郊區。聯排式住宅散置在公寓的區域中(在蘇格蘭稱為廉價公寓，tenements) 排列在主要的街道上，大多公寓為服務階級設有馬廄-舞蹈家，假髮製作商等等。但是此場所並無長期的商業潛力。在王子街很快的有商店開張，並且在19 世紀期間多數的聯排式住宅被許多更大的商業大廈所取代。直至今日此地偶爾仍有局部的改建，但是第一新城、女王街、薊街，以及大片區域的喬治街、漢諾威、弗雷德里克街和凱斯托街上仍然佇立著原本18世紀晚期的建築。建於19世紀前期第二新城的大部份區域，至今仍維持現狀。

## 晚期增建
1800年後第一新城的成就引導了更為盛大的計劃。第二或說是“新新城”，打算延伸愛丁堡至莉絲河（Water of Leith），連接城市與古早的史塔克布里奇村莊（Stockbridge）、狄恩村（Deab）、坎娜密爾斯（Canonmills）和史歐爾密爾斯村（Silvermills）。雖然在史歐爾密爾斯村中幾十年製革廠的經營抑制了鄰近的發展，但卻發展的非常一致。新發展仿效了夏洛特廣場以及同一興造的整條街的形式。在女王街北邊建置了女王街花園，在花園的後方，繼續修建以延伸漢諾威街，此街先前被命名為鄧達斯街（Dundas Street），大約一公里不遠便到達莉絲河邊的坎娜密爾斯。規劃出延伸至兩邊的寬廣的街道和雄偉的廣場。
位於莫立伯爵的土地，第二發展區的西邊，第三同時也是最後一項主要的發展擴建了莫立區（Moray Place）和周圍街道。

## 文化

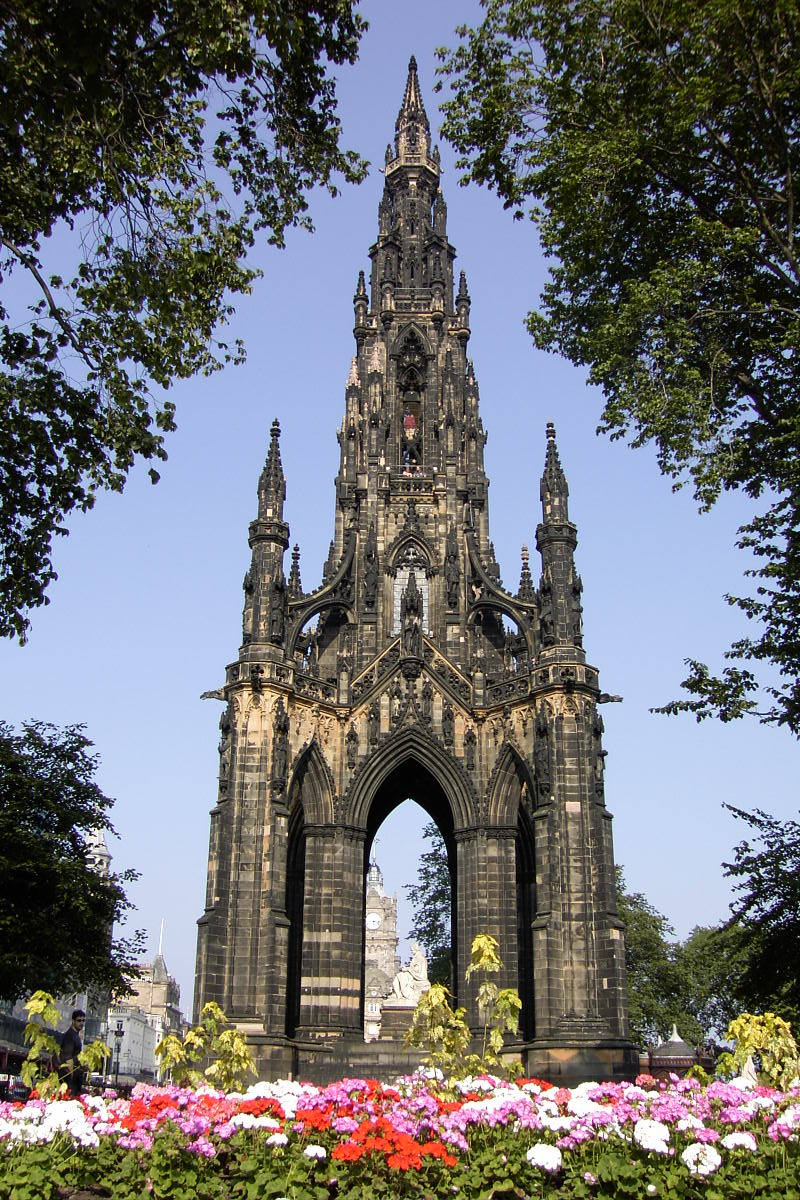
司各特紀念塔（Scott Monument）

新城是蘇格蘭國立美術館和蘇格蘭皇家學院的所在地，位於小山丘上。蘇格蘭國立肖像美術館是在女王街上。其它著名的建築包括在喬治街上的集會廳，以及司各特紀念塔（Scott Monument，紀念沃尔特·司各特），和在威瓦利車站（Waverley Station）上方擁有地標性鐘塔的巴爾摩拉飯店（以前稱為北英飯店，仿效鐵路公司的名稱）。

## 購物
新城包含愛丁堡主要購物的街道。王子街是許多連鎖店的所在地，比如愛丁堡的傑納斯百貨公司（Jenners department store）。喬治街是為金融中心，現今有著許多現代化的酒吧，佇立的地方大多是以前銀行的大樓，同時在聖安德魯廣場上嶄新的慕崔斯道（Multrees Walk）是夏菲尼高百貨公司以及其它設計師商店的所在地。位於新城東邊的聖詹姆斯廣場（St. James Centre），在1970年完成建造，是一個室內購物中心，包括約翰·路易斯的大分店，由巴茲爾·斯賓思先生所設計，但往往被認為是新城上不受歡迎的建築。